# 广义信息论
廣義訊息論（Informatics）是一個跨學科的領域，涵蓋了信息科學、計算機科學、數學、工程學和其他相關領域。它主要關注如何有效地管理、處理和分析信息，以及信息對於人類活動和社會的影響。
廣義訊息論的範疇包括但不限於以下幾個方面：
1. 信息系統：設計、開發和管理用於收集、存儲、處理和傳遞信息的系統，包括數據庫、網絡系統、信息管理系統等。
2. 計算機科學：研究計算機及其軟件系統的理論基礎和應用，包括演算法、數據結構、人工智慧、機器學習等。
3. 信息技術：包括計算機軟件和硬件、網絡技術、多媒體技術等，用於處理和傳遞信息。
4. 信息管理：管理組織內部和外部信息資源的規劃、組織、存儲、檢索和分發。
5. 數據科學：通過數據分析和挖掘來獲取價值和洞察，以支持決策和創新。
6. 人機交互：研究人類與計算機系統之間的交互方式，旨在設計更加直觀、高效的用戶界面和交互方式。
7. 信息安全：保護信息資產免受未經授權的訪問、損壞、更改或泄露，確保信息系統的可用性、保密性和完整性。

廣義訊息論的應用範圍非常廣泛，涉及到幾乎所有行業和領域，包括但不限於商業、醫療、金融、教育、娛樂等。隨著信息技術的不斷發展和進步，廣義訊息論將繼續在推動科學、技術和社會發展方面發揮重要作用。